# Monte Bona
El monte Bona (en inglés: Mount Bona) es una de las principales cumbres de las montañas San Elías, en el este de Alaska, y es el quinto pico independiente más alto de los Estados Unidos. Tiene una altitud de 5040 m, una prominencia de 2064 m y un aislamiento de 80,0 km. El monte Bona y su vecino adyacente, el monte Churchill, son dos grandes estratovolcanes cubiertos de hielo. Bona tiene la distinción de ser el volcán más alto de los Estados Unidos y el cuarto más alto de Norteamérica, superado solo por los tres volcanes más altos de México, el pico de Orizaba, el Popocatépetl y el Iztaccíhuatl. Su cumbre es un pequeño estratovolcán en la cima de una plataforma alta de rocas sedimentarias.
El macizo de la montaña está cubierto casi en su totalidad por campos de hielo y glaciares, y es la principal fuente de hielo del glaciar Klutlan, que fluye hacia el este más de 64 km hacia el territorio del Yukón en Canadá. La montaña también aporta un gran volumen de hielo al sistema del glaciar Russell que fluye hacia el norte .
El monte Bona fue nombrado por el príncipe Luigi Amedeo, duque de los Abruzos en 1897, quien vio el pico mientras realizaba el primer ascenso del monte San Elías, localizado a unos 130 km al sureste. Lo nombró en recuerdo del Bona, su yate de carreras.
La montaña fue escalada por primera vez en 1930 por Allen Carpé, Terris Moore y Andrew Taylor, desde el glaciar Russell en el oeste del pico. La ruta habitual actual es la de la East Ridge; el ascenso del cercano monte Churchill es una ampliación relativamente fácil que también puede hacerse por esa ruta.

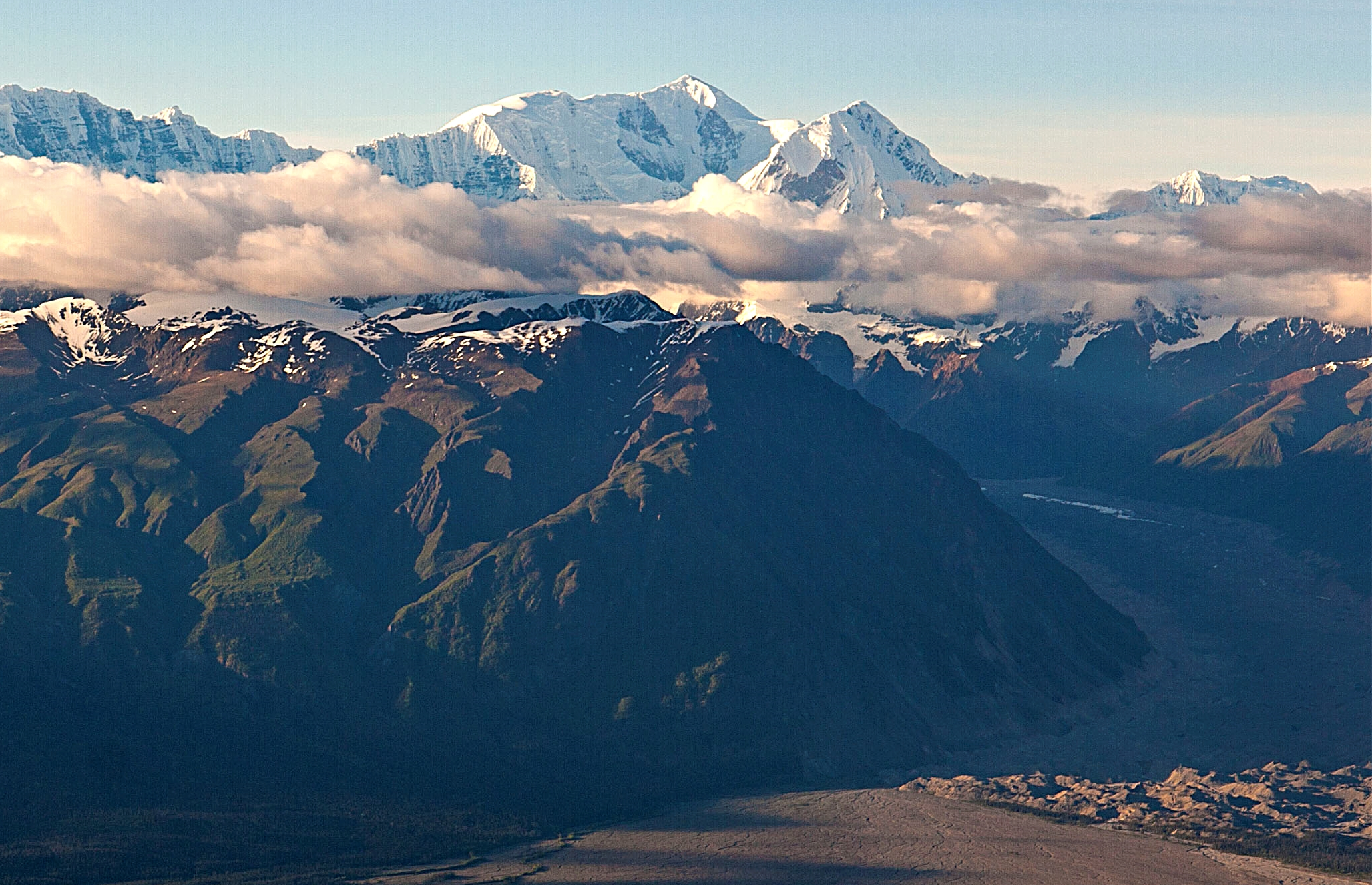
Mt. Bona from the south